# Motorbreath
«Motorbreath» es la tercera canción del álbum Kill 'Em All, del grupo de heavy metal Metallica. La letra de la canción trata sobre «vivir la vida en la vía rápida» y «no acabar igual que otros con la misma canción y la misma danza». Que significa vivir la vida al máximo y disfrutar de estar vivo. Cuando el exguitarrista del grupo, Dave Mustaine, todavía estaba en el grupo, decía que él entendía la letra como una canción de amor. Esta es la única canción en la historia de Metallica que se acredita a James Hetfield solo y es la canción más corta de Metallica grabada en un álbum original de estudio junto con «Hardwired» del álbum Hardwired... to Self-Destruct, con una duración de 3:08.
«Motorbreath» aparece en la banda sonora para el juego MTX: Mototrax.

## Versiones
- Esta canción fue interpretada por Page Hamilton, Scott Ian, Blasco y Ryan Yerdon en el álbum tributo a Metallica Metallic Attack: Metallica - The Ultimate Tribute.[1]

- Esta canción fue interpretada por el grupo Arise en su álbum The Godly Work Of Art.[2]

- Esta canción fue interpretada por los siguientes grupos en los siguientes discos.[2]

| Grupo      | Álbum                       |
| Dia Psalma | Draaa!                      |
| Mu330      | A Ska Tribute to 80's Metal |

Y también fue interpretada por los siguientes grupos musicales en álbumes tributo a Metallica.
| Grupo         | Álbum                                              |
| Sarcazm       | Metal Militia - A Tribute to Metallica             |
| Kryptor       | 10 Years After ... - ... A Tribute to Cliff Burton |
| D.O.A.        | A Punk Tribute to Metallica                        |
| Soulless      | Overload 2 - A Tribute to Metallica                |
| Rage          | A Tribute to the Four Horsemen                     |
| Powergod      | Phantom Lords - A Tribute to Metallica             |
| The Disciples | Unforgiven: The Songs of Metallica                 |
| The Dark      | A Tribute to the Greatest Hits of Metallica        |

## Créditos
- James Hetfield: Voz y guitarra rítmica.
- Kirk Hammett: Guitarra líder.
- Cliff Burton: Bajo eléctrico.
- Lars Ulrich: Batería y percusión.